# Ouffières
Ouffières är en kommun i departementet Calvados i regionen Normandie i norra Frankrike. Kommunen ligger i kantonen Évrecy som ligger i arrondissementet Caen. År 2022 hade Ouffières 197 invånare.

## Befolkningsutveckling
Antalet invånare i kommunen Ouffières
Referens:INSEE